# Cupido numerius
Cupido numerius är en fjärilsart som beskrevs av Stoll 1790. Cupido numerius ingår i släktet Cupido och familjen juvelvingar. Inga underarter finns listade i Catalogue of Life.

## Bildgalleri

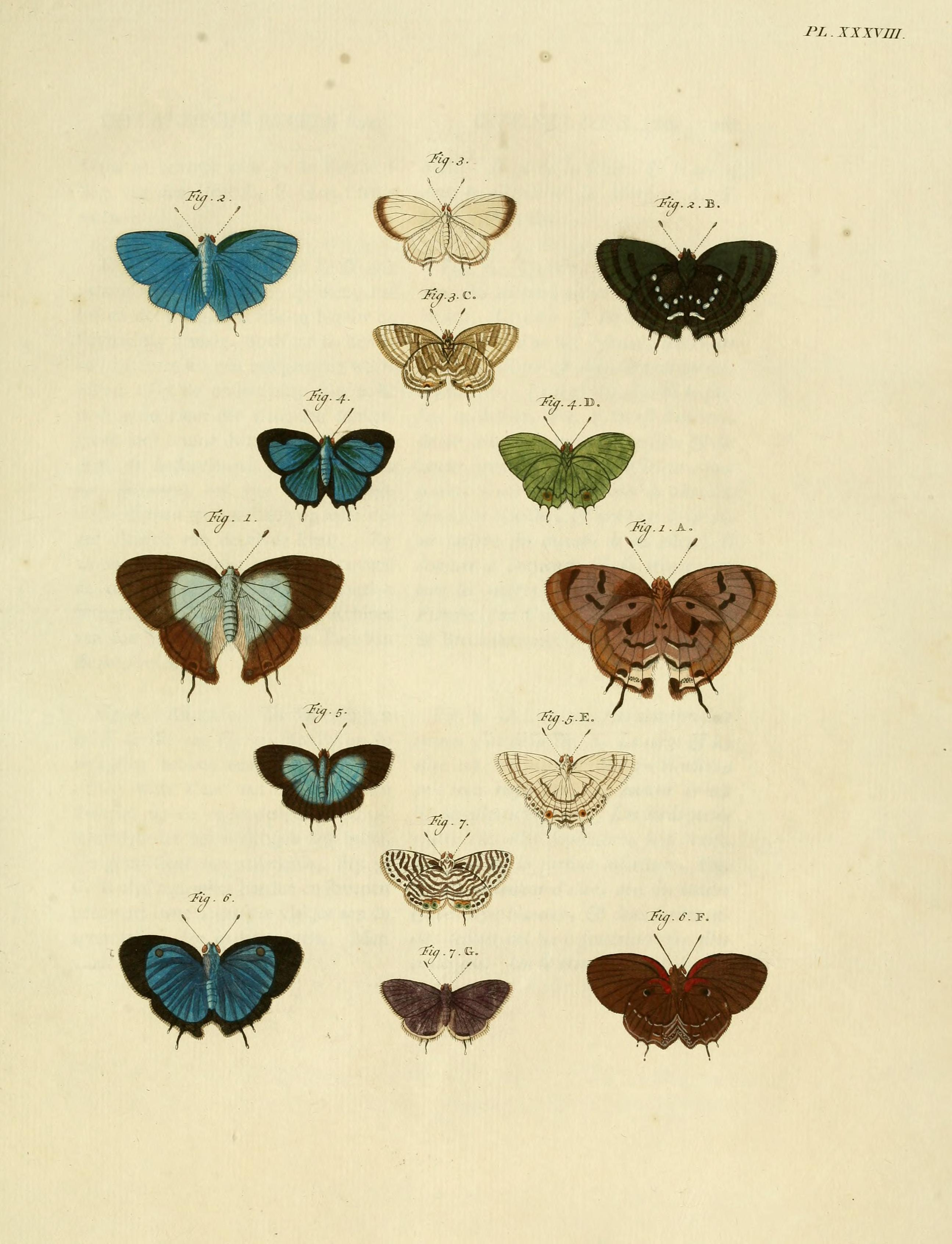